# 弗朗切斯科·祖凯蒂
弗朗切斯科·祖凯蒂（義大利語：Francesco Zucchetti，1902年4月14日—1980年2月8日），意大利男子自行车运动员。他曾代表意大利参加1924年夏季奥林匹克运动会自行车比赛，获得男子团体追逐赛金牌。